# 第1＝第11胸甲騎兵連隊 (フランス軍)
第1＝第11胸甲騎兵連隊（だいいち-だいじゅういちきょうこうきへいれんたい、1e-11e régiment de cuirassiers：1e-11e RC）は、ブーシュ＝デュ＝ローヌ県Carpiagneに駐屯する、第3機械化歩兵旅団隷下のフランス陸軍の戦車連隊である。2009年7月27日をもって解隊された。
兵種は機甲、伝統的区分は胸甲騎兵である。
連隊名からも解るように、2個連隊が合併して編制されているため、2個の戦闘群からなる。

## 沿革
- 1635年：小規模な騎兵隊として誕生する。
- 1641年：フレクスタン騎兵隊となる。
- 1649年：フレクスタン公が昇進のため、後任のニミッツに騎兵隊の指揮権が委譲され名称もニミッツ騎兵隊に変わる。
- 1651年：テュレンヌ子爵に指揮権が移り、テュレンヌ騎兵隊となる。
- 1657年：コロネル＝ジェネガル騎兵連隊に改名される。
- 1791年：第1騎兵連隊となる。
- 1801年：第1胸甲騎兵連隊に改編。
- 1815年：フランス復古王政により女王騎兵隊となる。
- 1830年：再び、第1胸甲騎兵連隊となる。
- 1940年：独軍進攻後に解隊処分される。（戦後に復活する）
- 1999年：6月5日-第1胸甲騎兵連隊と第11胸甲騎兵連隊が合併改編される。
- 2009年：7月27日-解隊される。

## 最新の部隊編成
- 連隊本部
- 整備中隊
- 偵察中隊
- 予備騎兵訓練中隊
- 〔第1胸甲騎兵戦闘群〕
  - 本部管理中隊
  - 第1中隊 - ルクレール
  - 第2中隊 - ルクレール
  - 第3中隊 - ルクレール
- 〔第11胸甲騎兵戦闘群〕
  - 本部管理中隊
  - 第1中隊 - ルクレール
  - 第2中隊 - ルクレール
  - 第3中隊 - ルクレール

### 定員
- 連隊の人員構成としては約1,300名の将兵からなる。
- 戦車80両
- 各種車両500台

## 主要装備
- GIAT BM92-G1
- FA-MAS
- AAT-F1
- AA-52
- 12.7mm重機関銃
- ルクレール
- AMX-30
- DNG/DCL戦車回収車
- VAB
- VAL
- P4